# Gurba
Gurba – wieś w Polsce położona w województwie mazowieckim, w powiecie żyrardowskim, w gminie Mszczonów.
W skład sołectwa Gurba wchodzą także wsie Szeligi i Zdzieszyn.
W latach 1975–1998 miejscowość administracyjnie należała do województwa skierniewickiego.